# سوسوسفلي

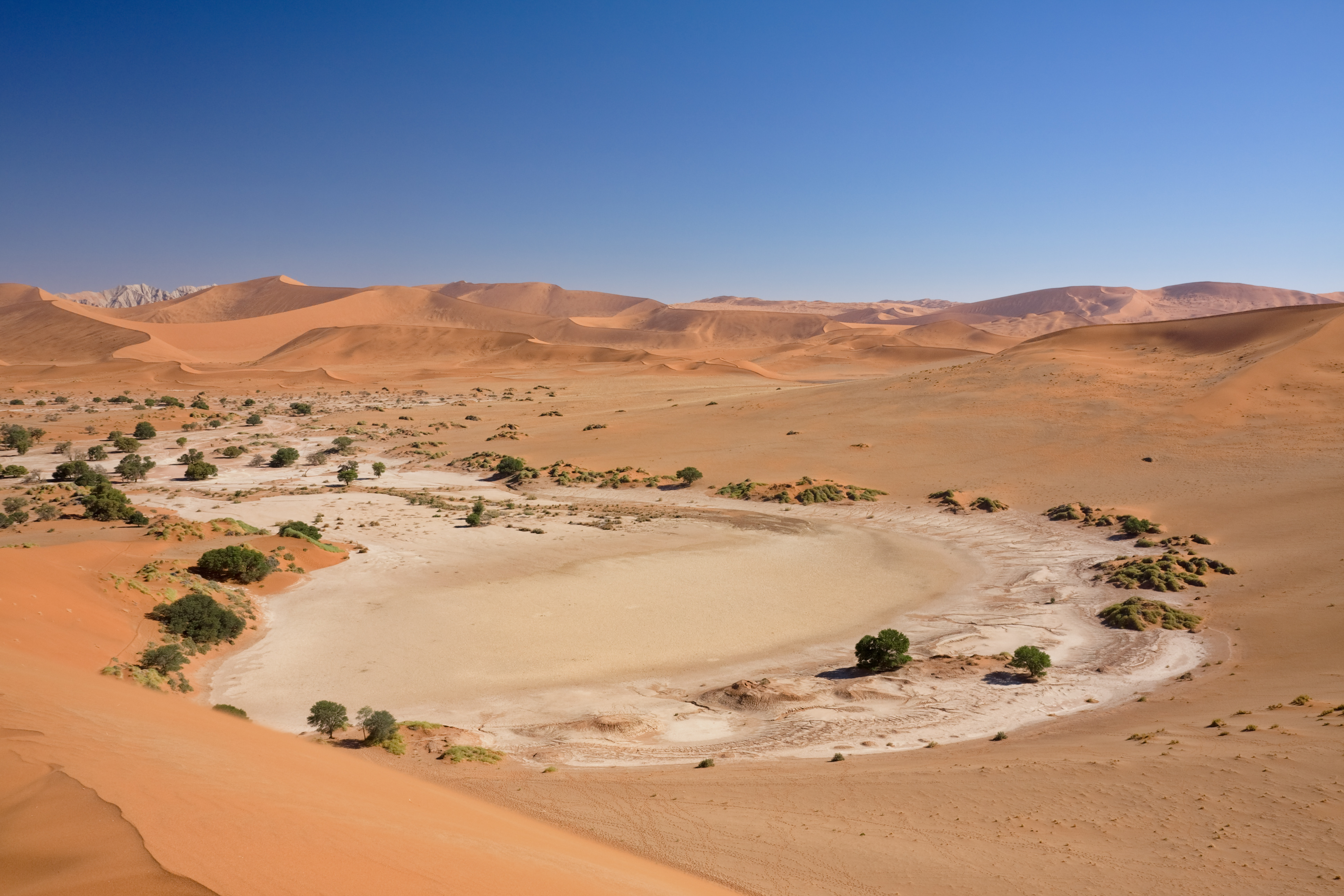
حوض سوسوسفلي

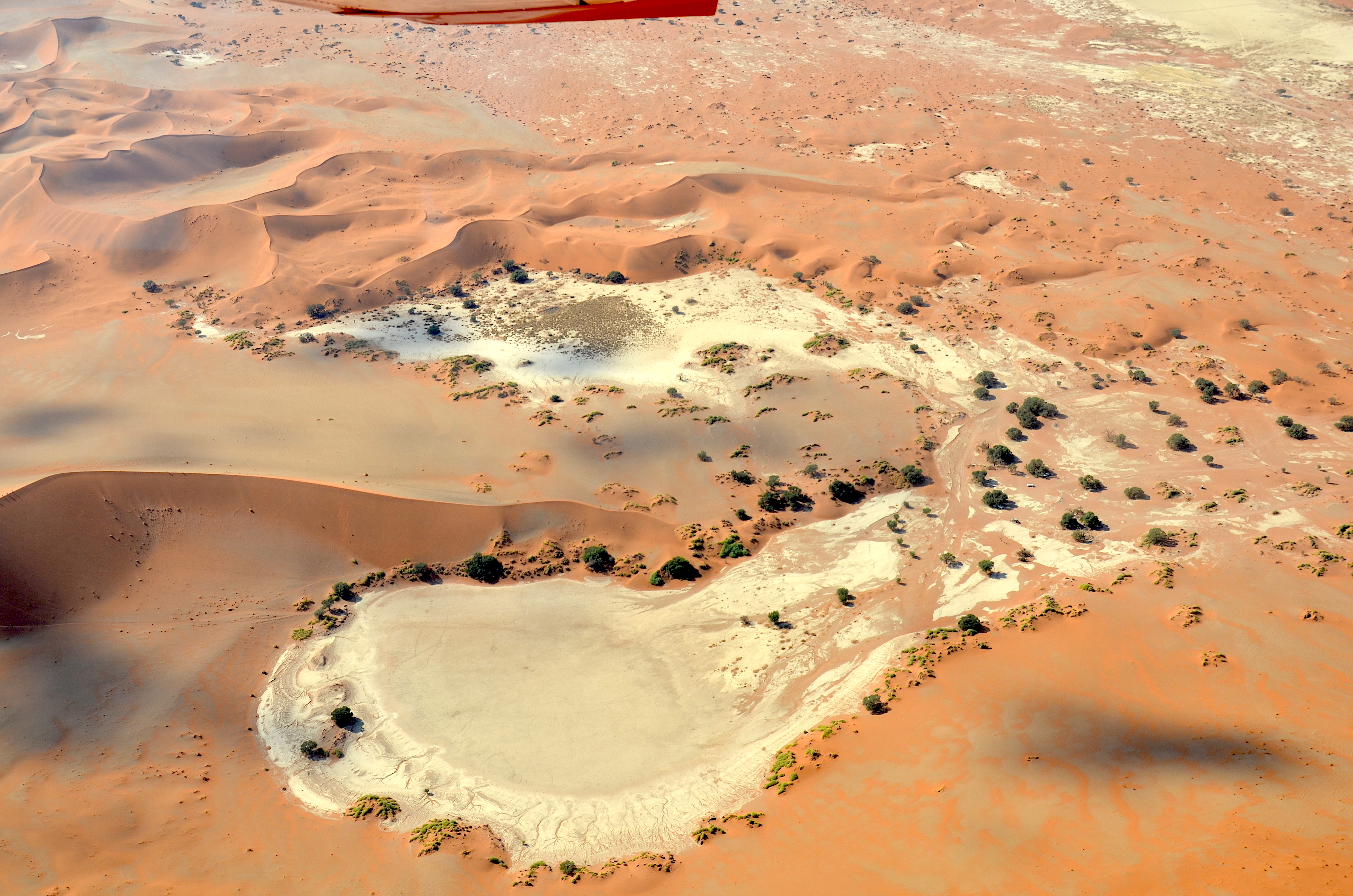
منظر جوي لسوسوسفلي (2017)

سوسوسفلي (أحيانًا تُكتب سوسوس فلي) عبارة عن بحيرة جافة ملحية محاطة بالكثبان الحمراء العالية، وتقع في الجزء الجنوبي من صحراء ناميب، في منتزه ناميب نوكلوفت الوطني في ناميبيا. غالبًا ما يستخدم اسم "سوسوسفلي" بمعنى أوسع للإشارة إلى المنطقة المحيطة (بما في ذلك المناطق المجاورة الأخرى مثل ديدفلي والكثبان العالية الأخرى). هذه المعالم هي بعض من مناطق الجذب الرئيسية للسياح في ناميبيا.
اسم "Sossusvlei" ذو أصل مختلط ويعني تقريبًا "المستنقع المسدود". فلي Vlei هي الكلمة إفريقانية وتعني "المستنقع"، في حين أن كلمة سوسوس "sossus" هي كلمة نامائية والتي تعني "لا عودة" أو "طريق مسدود". ويرجع اسم سوسوسفلي إلى حقيقة أنه حوض تصريف داخلي (أي حوض تصريف بدون تدفقات خارجية) ل نهر تسوشاب سريع الزوال.